# Cratere Laurentia
Laurentia è un cratere sulla superficie di 4 Vesta.